# ماوا نگشاوکا

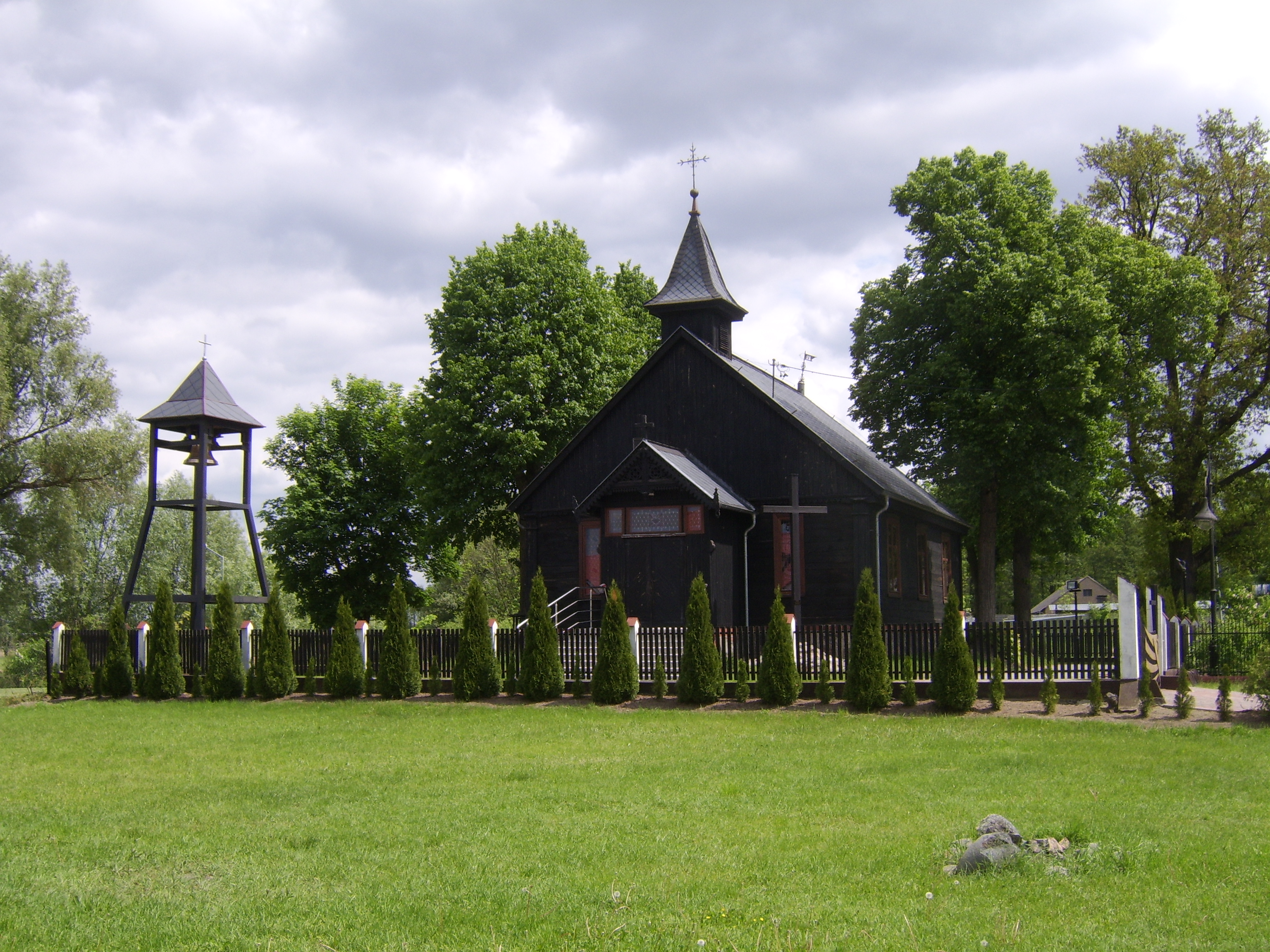
منطقه مسکونی در لهستان

ماوا نگشاوکا (به لاتین: Mała Nieszawka) یک روستا در لهستان است که در گمینا ویلکا نگشاوکا واقع شده‌است. ماوا نگشاوکا ۱٬۴۰۰ نفر جمعیت دارد.